# دانشگاه دانکوک
دانشگاه دانکوک (که معمولاً به آن دانکوک گفته می‌شود)، با نام اختصاری DKU، یک دانشگاه تحقیقاتی خصوصی در یونگین و چئونان، کره جنوبی است. این دانشگاه در سال ۱۹۴۷ تأسیس شد. این اولین دانشگاهی بود که پس از روز آزادی ملی کره تأسیس شد و محل اصلی آن در ناحیه جونگنو و ناحیه یونگسان (بعد از جونگنو)، سئول بود.
دانشگاه دانکوک یکی از معتبرترین دانشگاه‌های کره جنوبی است. دانکوک به‌طور کلی دانش آموزان با نمره KSAT را در ۱۰٪ برتر کشور می‌پذیرد.